# Dominique Malonga (basquetebolista)
Dominique Malonga (Yaoundé, 16 de novembro de 2005) é uma jogadora de basquete francesa.

## Carreira profissional
Em 30 de junho de 2021, Malonga assinou com a ASVEL Féminin da LFB. O presidente da ASVEL Féminin, Tony Parker, a chamou de Victor Wembanyama feminina . Durante a temporada 2021-22, em sua primeira temporada com o clube, ela teve uma média de seis pontos e cinco rebotes em sete jogos. Durante a temporada 2022-23, ela perdeu seis semanas devido a uma lesão e teve uma média de 6,4 pontos e 3,3 rebotes em sete jogos.
Em 17 de agosto de 2023, ela foi emprestada ao Tarbes Gespe Bigorre da LFB para a temporada 2023-24. Durante sua primeira temporada com o Tarbes Gespe Bigorre, ela teve médias de 11,9 pontos, 8,9 rebotes e 1,4 bloqueios em 25 jogos.
Malonga retornou à ASVEL para a temporada 2024–25. Em 31 de outubro de 2024, em uma vitória por 115–54 sobre o Apollon Limassol na Eurocopa Feminina de 2024–25 , Malonga se tornou a primeira francesa a enterrar em um jogo oficial.

## Carreira na seleção
Malonga fez sua estreia internacional pela França no FIBA Sub-16 Feminino Challengers Europeu de 2021 , onde obteve médias de 19,8 pontos, 9,8 rebotes, 1,2 roubos de bola e 2,8 bloqueios por jogo para ajudar a França a se classificar para a Copa do Mundo de Basquete Feminino Sub-17 da FIBA de 2022.
Durante a Copa do Mundo de Basquete Feminino Sub-17 da FIBA de 2022, ela teve uma média de duplo-duplo de 18 pontos e dez rebotes por jogo e ajudou a França a ganhar uma medalha de bronze. Durante o jogo da medalha de bronze contra o Canadá, ela marcou 28 pontos e 17 rebotes. Após o torneio, ela foi nomeada para o time de todos os torneios . Ela terminou o torneio com a melhor classificação de eficiência de 22,4, ficou em segundo lugar na pontuação e em quarto nos rebotes.
Nos Jogos Olímpicos de Verão de 2024, em Paris, conquistou a medalha de prata no torneio feminino do basquetebol, após confronto na final contra a equipe dos Estados Unidos.